# John Garfield
John Garfield, nome d'arte di Jakob Julius Garfinkle (New York, 4 marzo 1913 – New York, 21 maggio 1952), è stato un attore statunitense, noto soprattutto per l'interpretazione de Il postino suona sempre due volte (1946), al fianco di Lana Turner.

## Biografia
Nato nel quartiere povero del Lower East Side di New York da contadini di origine ucraina, trascorse i primi anni della sua vita in Rivington Street, nella zona abitata da immigrati provenienti prevalentemente dall'Europa orientale. Suo padre David era un uomo molto severo, attaccato alle tradizioni religiose ebraiche (più tardi lo stesso Garfield lo definì un uomo ignorante, un fanatico religioso). Sua madre Anna, al contrario del marito, era una donna affettuosa e paziente, ma ben presto si ammalò per le conseguenze del difficile parto del secondogenito Max, e morì nel 1920, quando John aveva solo sette anni, e suo fratello due.
Dopo la morte di Anna, il padre David si spostò con i due figli a Brooklyn ma, incapace di mantenerli ed educarli, li lasciò in custodia ai suoi familiari. Durante la sua infanzia, Julie (questo era il nomignolo con cui fu noto ad amici e parenti John Garfield) era un bambino vivace, con una spessa zazzera di capelli e un sorriso da furbetto. Ben presto dovette affrontare la dura esperienza della strada, dove imparò a sopravvivere cercando di non perdersi nel promiscuo mondo della delinquenza. Già quando era solo un monello appartenente alle tante gang metropolitane di ragazzini, era considerato un istrione capace di far ridere tutti, mostrando già in età precoce le sue qualità di attore. La sua vita cambiò quando Angelo Patri, un insegnante della scuola pubblica, riuscì ad incanalare la sua aggressività nella boxe e il suo talento nella recitazione. A tredici anni, lo studente John Garfield vide migliorare anche i voti delle sue mediocri pagelle e, grazie all'intervento di Patri, anch'egli figlio di immigrati, ottenne una borsa di studio alla Heckscher Foundation, grazie alla quale poté studiare i fondamenti della recitazione nella scuola di Maria Ouspenskaya.
Nel 1930, a soli 17 anni, Garfield cominciò a recitare in piccoli ruoli teatrali, imparando l'arte dall'osservazione degli attori professionisti. Improvvisamente, forse seguendo l'impeto della sua energia giovanile, abbandonò tutto e si diede al vagabondaggio, viaggiando per tutto il paese servendosi dei treni merci per spostarsi come passeggero clandestino. Al suo ritorno a New York, Jules Garfield (come si faceva chiamare all'epoca) divenne assistente ed apprendista al Civic Repertory Theater e, nel 1932, ebbe la sua grande occasione unendosi alla compagnia di avanguardia Theater Group. All'interno di questo gruppo, conobbe alcuni artisti che sarebbero diventati futuri grandi personaggi dello spettacolo statunitense e mondiale, e suoi amici per la vita, come lo scrittore Clifford Odets, gli attori Stella e Luther Adler, Morris Carnovsky e il regista Elia Kazan. Fu proprio durante gli anni del Group che Garfield cominciò a interessarsi di politica: i componenti erano quasi tutti di idee orientate a sinistra e la scelta dei lavori da interpretare cadeva spesso su pièces che trattavano temi di critica sociale. Il Group inoltre si faceva portatore di uno stile di recitazione che, sulla scia del metodo Stanislavskij, accentuava l'aspetto emozionale a scapito della teoria e della tecnica, cercando di ridurre l'enfasi per ottenere una recitazione più naturale e più vicina alla psicologia dei personaggi. Per questo motivo, molti critici cinematografici riconoscono in Garfield un prototipo per attori che più tardi portarono al massimo livello questo stile: tra gli altri, Marlon Brando, James Dean e, in modo forse meno evidente, Paul Newman e Montgomery Clift.
In quello stesso periodo, Garfield conobbe la giovane attrice Roberta Seidman, detta Robbie, che sarebbe divenuta sua moglie nel 1935. La collaborazione con il Theater Group ebbe un improvviso arresto quando la parte di Joe Bonaparte, che Clifford Odets aveva creato appositamente per Garfield nel dramma Golden Boy, venne invece affidata a Luther Adler. Disilluso da questa esperienza, Garfield decise di tentare la via di Hollywood e accettò un'offerta di ingaggio da parte della Warner Bros. Fu così che nel 1938, lasciando la moglie a New York, Garfield arrivò a Hollywood nel più assoluto anonimato. Il suo futuro mecenate Jack Warner creò per l'attore il nuovo e definitivo nome d'arte, John Garfield.

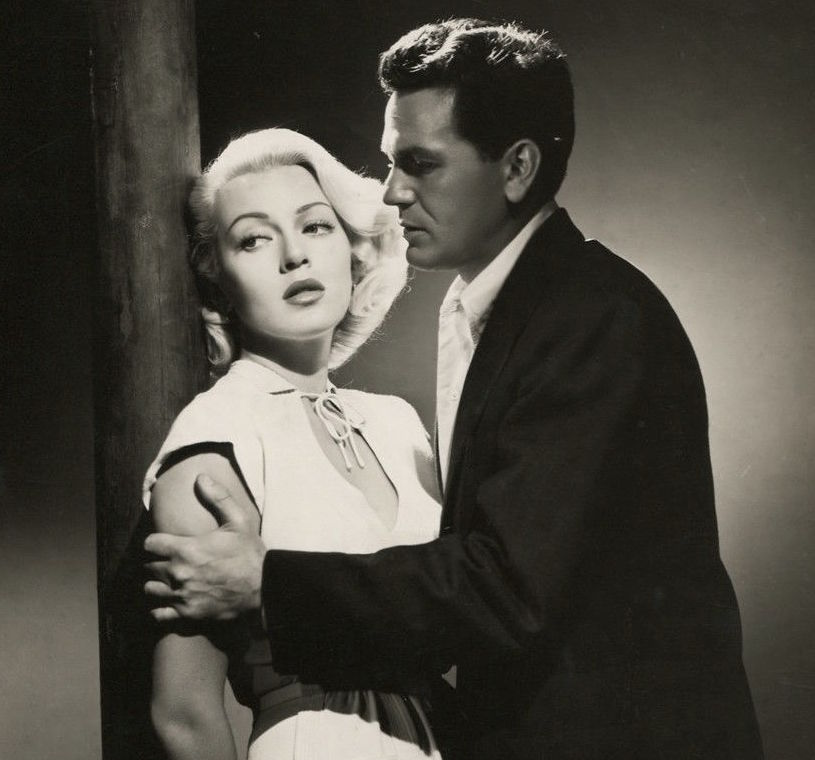
Garfield con Lana Turner nel film Il postino suona sempre due volte (1946)

La pellicola d'esordio di Garfield fu Quattro figlie (1938), al fianco di Priscilla Lane e delle sue sorelle Lola e Rosemary, oltre che di Gale Page. Negli intenti di Warner, il film avrebbe dovuto essere il trampolino di lancio di un altro attore, Jeffrey Lynn. In realtà, la storia del tormentato e tenebroso musicista Mickey Borden, che sconvolge la tranquilla vita di quattro sorelle di provincia, segnò un grande successo per Garfield, che convinse il produttore Warner a offrirgli un contratto di ben sette anni. Sua moglie Robbie poté così raggiungerlo a Hollywood, dove nacque la loro figlioletta Katharine.
Negli anni trenta e quaranta gli studi della Warner erano una vera e propria catena di montaggio ben collaudata, di cui Garfield divenne un importante ingranaggio interpretando quattro o cinque pellicole all'anno. Sebbene una precisa clausola nel contratto con la Warner gli permettesse di recitare in teatro, l'attore se ne servì molto di rado, restando quasi sempre impegnato sui set cinematografici. Dopo il successo ottenuto con il personaggio di Mickey Borden in Quattro figlie, il produttore Warner seguì la politica di scegliere per Garfield dei soggetti che contemplassero lo stesso stereotipo di personaggio ribelle, come nei successivi film Il conquistatore del Messico (1939), Profughi dell'amore (1939) e Il lupo dei mari (1941).
Durante la seconda guerra mondiale, Garfield contribuì alla causa bellica partecipando a raccolte di fondi e a spettacoli di intrattenimento per le truppe, ma la sua iniziativa più famosa rimane l'apertura dell'Hollywood Canteen, ideata con l'amica Bette Davis, un locale dove i militari in licenza a Hollywood potevano mangiare e bere gratuitamente, venendo serviti da stelle del cinema come Joan Crawford e Lana Turner, e assistere a spettacoli dal vivo di Benny Goodman o Tommy Dorsey. Nel 1945 una tragedia segnò profondamente l'animo e la carriera stessa dell'attore: la morte della figlioletta Katharine, di soli sei anni, causata da una reazione allergica. Dal matrimonio con Roberta Seidman, Garfield ebbe altri due figli che seguirono entrambi le orme del padre nel mondo del cinema: David Garfield, morto d'infarto nel 1995, e Julie Garfield, interprete cinematografica e teatrale.
Nel 1946, alla scadenza del suo contratto con la Warner, Garfield decise di diventare un attore indipendente, creando una propria casa di produzione, la Enterprise, e dichiarando alla stampa:
Prima di dare il via alla Enterprise, tuttavia, Garfield interpretò per la MGM la pellicola per la quale viene maggiormente ricordato, Il postino suona sempre due volte (1946). Basato sull'omonimo romanzo di James Cain, il film venne realizzato a soli tre anni di distanza dalla riduzione dello stesso romanzo girata in Italia da Luchino Visconti con il titolo di Ossessione (1943). La MGM, che deteneva i diritti del libro ed era riuscita a bloccarne la circolazione negli Stati Uniti, decise di metterne in scena una versione più morbosa: la carica erotica che si sprigiona tra Lana Turner e Garfield è la chiave dell'intero film, che all'epoca riscosse un enorme successo commerciale e nel tempo divenne un vero e proprio cult movie.
Il primo progetto della neonata casa produttrice Enterprise fu Anima e corpo (1947). Il film, che comprendeva nel cast molti attori politicamente "impegnati", era stato scritto da Abraham Polonsky, uno sceneggiatore che qualche anno più tardi sarebbe finito nella "lista nera" di Hollywood, e diretto da Robert Rossen, un regista al quale, sempre a seguito delle persecuzioni maccartiste, verrà impedito di girare altri film per più di quattro anni. Con Anima e corpo, Garfield guadagnò la seconda candidatura all'Oscar al miglior attore.
Alla fine degli anni quaranta, con il crescente serpeggiare dei sentimenti anticomunisti che avrebbero portato al periodo della cosiddetta caccia alle streghe, nacque la Commissione per le attività antiamericane (HUAC), un organo governativo di controllo la cui funzione era scovare presunti militanti o simpatizzanti comunisti all'interno del mondo dello spettacolo. Sebbene Garfield non venisse mai direttamente accusato, forse a causa della sua partecipazione alla compagnia del Group Theatre e forse anche per il suo netto rifiuto di fare da informatore per l'HUAC, egli cadde presto in disgrazia, vedendo totalmente distrutta la sua carriera. Quando le offerte cinematografiche terminarono e il suo telefono smise di squillare, l'attore decise di tornare in teatro a New York per prendersi una rivincita: finalmente poté interpretare sui palcoscenici di Broadway il ruolo di Joe Bonaparte nel dramma Golden Boy, scritto per lui da Clifford Odets quindici anni prima. Le proposte di tornare a recitare in teatro non erano mai venute meno: qualche anno prima gli era stata offerta anche la parte di Stanley Kowalski in Un tram che si chiama desiderio, ma Garfield aveva rifiutato, spianando involontariamente la strada al talento del giovane e ancora sconosciuto Marlon Brando.
Sdegnato per i sospetti infamanti sul tradimento nei confronti del suo paese, Garfield cominciò a raccogliere ogni tipo di prova in suo possesso per rigettare ogni accusa di fronte all'opinione pubblica. Tuttavia, negli ultimi giorni della sua tormentata esistenza, forse colto da sconforto e ormai schiacciato dalla pesante macchina dell'inquisizione statale, si allontanò dalla famiglia rendendosi irreperibile. Il suo corpo fu ritrovato il 21 maggio 1952 nell'appartamento dell’attrice Iris Whitney, morto probabilmente per scompenso cardiaco acuto dopo aver bevuto grandi quantità di alcoolici. Il suo cuore era già minato da una febbre reumatica contratta da bambino, e le prime crisi cardiache si erano già manifestate nel corso delle riprese de La sua donna (1950). I medici gli avevano prescritto un riposo quasi assoluto, ma Garfield aveva voluto continuare a lavorare, quasi come se si rendesse conto di dover utilizzare al meglio il poco tempo che gli rimaneva a disposizione. Alla sua cerimonia funebre parteciparono circa 10.000 ammiratori, una folla che non si vedeva più dai tempi del funerale del celebre idolo Rodolfo Valentino. Garfield venne seppellito al Westchester Hills Cemetery, a New York.

## Filmografia
- Quattro figlie (Four Daughters), regia di Michael Curtiz (1938)
- Hanno fatto di me un criminale (They Made Me a Criminal), regia di Busby Berkeley (1939)
- Blackwell's Island, regia di William C. McGann (1939)
- Il conquistatore del Messico (Juarez), regia di William Dieterle (1939)
- Profughi dell'amore (Daughters Courageous), regia di Michael Curtiz (1939)
- Dust Be My Destiny, regia di Lewis Seiler (1939)
- Four Wives, regia di Michael Curtiz (1939)
- Il castello sull'Hudson (Castle on the Hudson), regia di Anatole Litvak (1940)
- Saturday's Children, regia di Vincent Sherman (1940)
- Flowing Gold, regia di Alfred E. Green (1940)
- Non mi ucciderete (East of the River), regia di Alfred E. Green (1940)
- Il lupo dei mari (The Sea Wolf), regia di Michael Curtiz (1941)
- Fuori dalla nebbia (Out of the Fog), regia di Anatole Litvak (1941)
- Dangerously They Live, regia di Robert Florey (1941)
- Gente allegra (Tortilla Flat), regia di Victor Fleming (1942)
- Arcipelago in fiamme (Air Force), regia di Howard Hawks (1943)
- Il passo del carnefice (The Fallen Sparrow), regia di Richard Wallace (1943)
- Thank Your Lucky Stars, regia di David Butler (1943)
- Destinazione Tokio (Destination Tokyo), regia di Delmer Daves (1943)
- Tra due mondi (Between Two Worlds), regia di Edward A. Blatt (1944)
- Ho baciato una stella (Hollywood Canteen), regia di Delmer Daves (1945)
- C'è sempre un domani (Pride of the Marines), regia di Delmer Daves (1945)
- Il postino suona sempre due volte (The Postman Always Rings Twice), regia di Tay Garnett (1946)
- Una luce nell'ombra (Nobody Lives Forever), regia di Jean Negulesco (1946)
- Perdutamente (Humoresque), regia di Jean Negulesco (1946)
- Anima e corpo (Body and Soul), regia di Robert Rossen (1947)
- Barriera invisibile (Gentleman's Agreement), regia di Elia Kazan (1947)
- Anni difficili, regia di Luigi Zampa (1948) (voce, narratore della versione inglese)
- Le forze del male (Force of Evil), regia di Abraham Polonsky (1948)
- Jigsaw, regia di Fletcher Markle (1949)
- Stanotte sorgerà il sole (We Were Strangers), regia di John Huston (1949)
- La sua donna (Under My Skin), regia di Jean Negulesco (1950)
- Golfo del Messico (The Breaking Point), regia di Michael Curtiz (1950)
- Ho amato un fuorilegge (He Ran All the Way), regia di John Berry (1951)

## Doppiatori italiani
- Gualtiero De Angelis in Hanno fatto di me un criminale, Il conquistatore del Messico, Il castello sull'Hudson, Il lupo dei mari, Fuori dalla nebbia, Arcipelago in fiamme, Il passo del carnefice, Ho baciato una stella, Il postino suona sempre due volte, Una luce nell'ombra, Perdutamente, Anima e corpo, Barriera invisibile, Stanotte sorgerà il sole, Golfo del Messico, Ho amato un fuorilegge
- Giulio Panicali in C'è sempre un domani, Le forze del male
- Stefano Sibaldi in Quattro figlie
- Giorgio Albertazzi in Non mi ucciderete
- Nino Pavese in Destinazione Tokio
- Dante Biagioni in Il postino suona sempre due volte (ridoppiaggio)

## Riconoscimenti
- Premi Oscar 1939 – Candidatura all'Oscar al miglior attore non protagonista per Quattro figlie
- Premi Oscar 1948 – Candidatura all'Oscar al miglior attore per Anima e corpo